# (7040) Harwood
(7040) Harwood  es un asteroide perteneciente al cinturón de asteroides, descubierto el 24 de septiembre de 1960 por Ingrid van Houten-Groeneveld y Cornelis Johannes van Houten, sobre placas tomadas por Tom Gehrels desde el Observatorio Palomar, en Estados Unidos.

## Designación y nombre
Harwood se designó inicialmente como 2642 P-L.
Más adelante fue nombrado en honor a la astrónoma estadounidense Margaret Harwood (1875-1979).

## Características orbitales
Harwood orbita a una distancia media del Sol de 2,2340 ua, pudiendo acercarse hasta 1,9410 ua y alejarse hasta 2,5270 ua. Tiene una excentricidad de 0,1311 y una inclinación orbital de 6,7446° grados. Emplea en completar una órbita alrededor del Sol 1219 días.

## Características físicas
Su magnitud absoluta es 14,1. Tiene 3,884 km de diámetro. Su albedo se estima en 0,323.